# Packera
 Packera  A.Löve & D.Löve, 1976 è un genere di piante angiosperme dicotiledoni della famiglia delle Asteraceae (sottofamiglia Asteroideae).

## Etimologia
Il nome del genere è stato dato in onore del botanico canadese John G. Packer (1929 -).
Il nome scientifico del genere è stato definito dai botanici Áskell Löve (1916-1994) e Doris Benta Maria Löve (1918-2000) nella pubblicazione " Botaniska Notiser" ( Bot. Not. 128(4): 520) del 1976.

## Descrizione

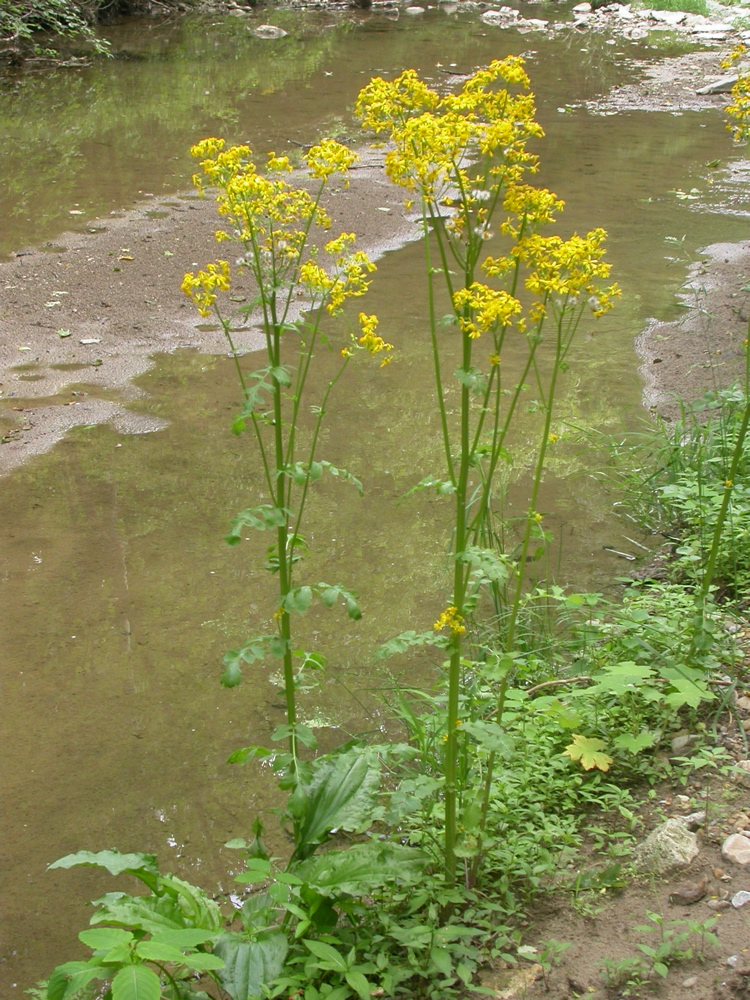
Il portamento
Packera glabella

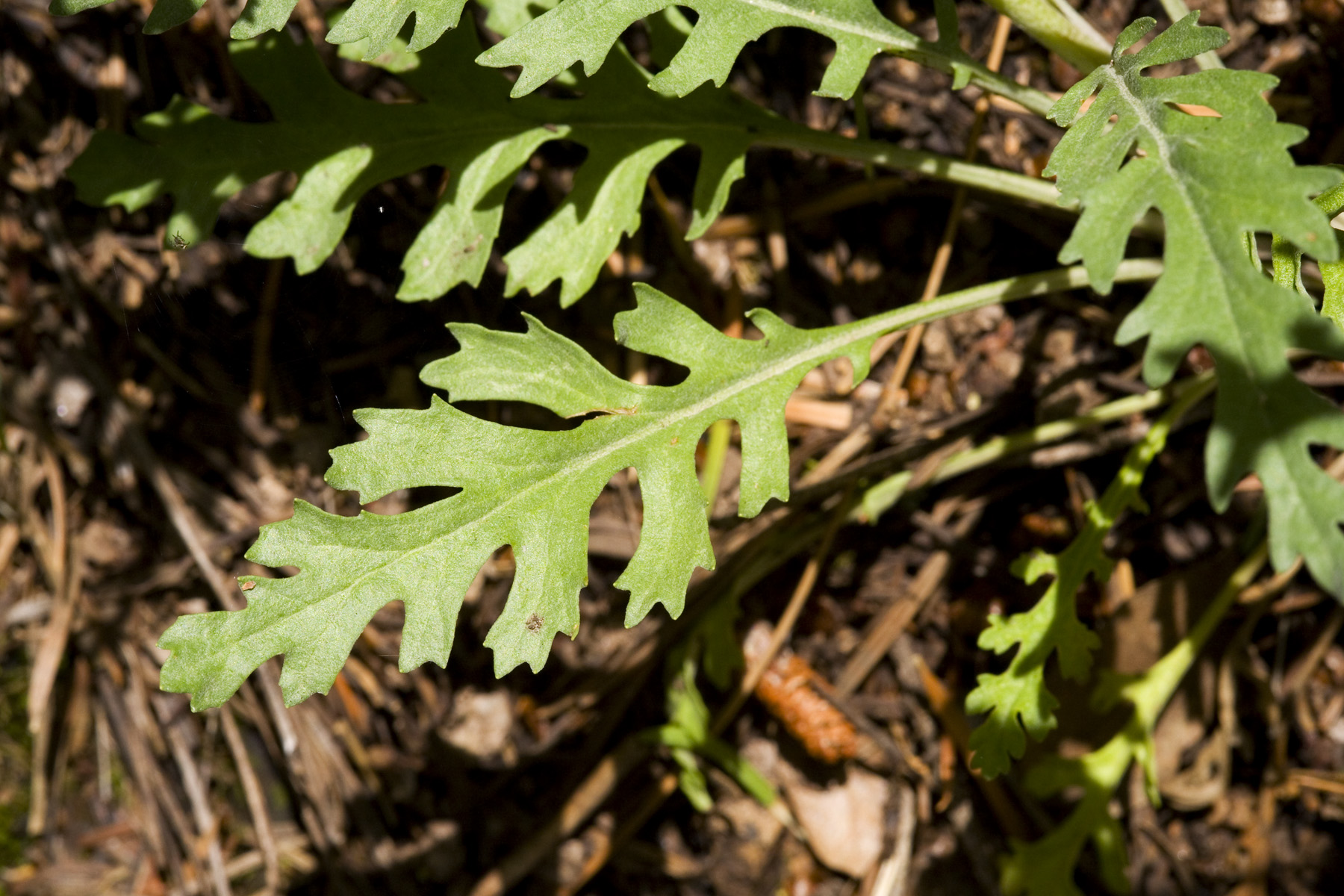
Le foglie
Packera fendleri

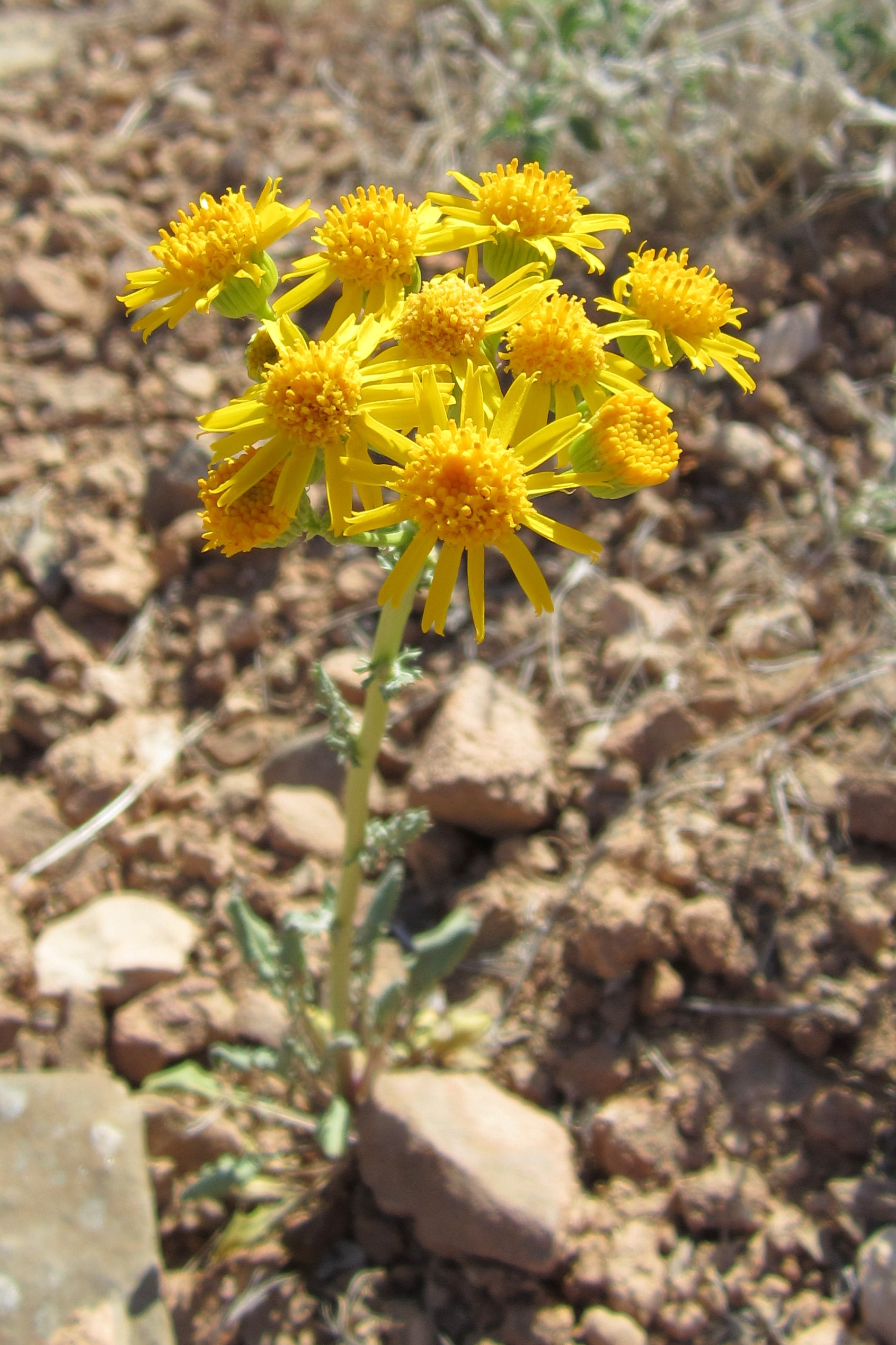
Infiorescenza
Packera multilobata

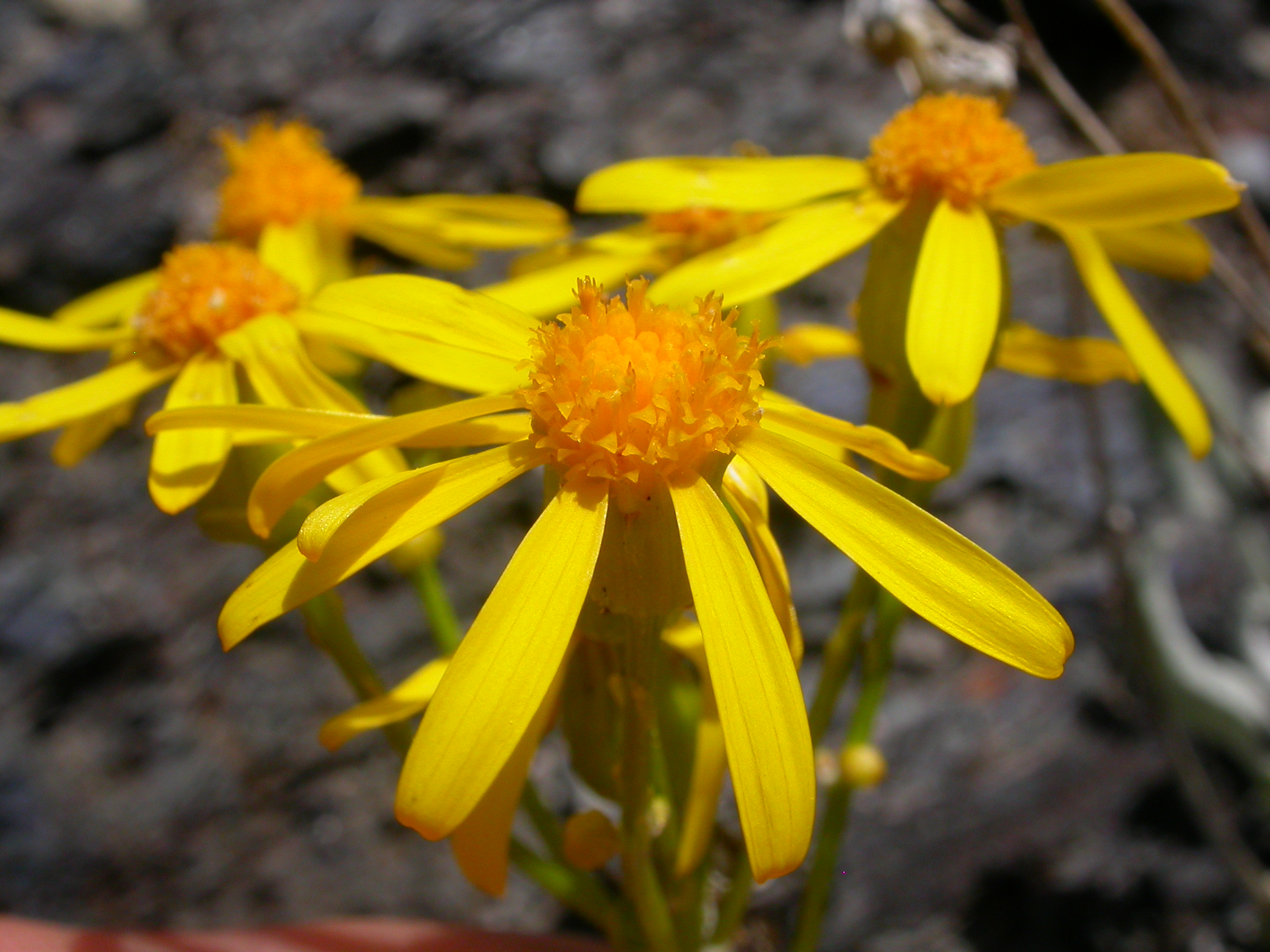
I fiori
Packera cana

Habitus. Le specie di questo genere hanno un habitus di tipo erbaceo perenne (anche biennale). Le superfici delle piante possono essere sia glabre che pubescenti per peli semplici. Altezza massima delle piante: 3 – 100 cm.
Radici. Le radici in genere sono secondarie da rizoma (o fittone) e possono essere fibrose. I rizomi sono striscianti o legnosi.
Fusto. La parte aerea è eretta; semplice o ramosa. I fusti sono singoli o raggruppati.
Foglie. Le foglie sono sia basali che cauline disposte in modo alternato. Sono picciolate o sessili (quelle superiori). La forma della lamina è intera da oblunga a ellittico-ovata, oppure può essere lobata o variamente sezionata. I margini sono interi o dentati o seghettati. Le foglie cauline sono progressivamente ridotte.
Infiorescenza. Le sinflorescenze sono composte da più capolini organizzati in formazioni corimbose. Le infiorescenze vere e proprie sono formate da un capolino terminale peduncolato di tipo radiato o (più raramente) discoide. Alla base dell'involucro (la struttura principale del capolino) può essere presente (ma non sempre) un calice formato da 1 - 5 brattee fogliacee. I capolini sono formati da un involucro, con forme da cilindriche a campanulate o emisferiche, composto da 8 - 21 brattee, al cui interno un ricettacolo fa da base ai fiori di due tipi: quelli esterni del raggio e quelli più interni del disco. Le brattee sono disposte in modo embricato di solito su una o due serie e possono essere connate alla base. Il ricettacolo è nudo (senza pagliette a protezione della base dei fiori); la forma è piatta e a volte è alveolato. Diametro dell'involucro: 5 – 12 mm.
Fiori.  I fiori (fiori del raggio: 0 - 13; fiori del disco: 20 - 80) sono tetra-ciclici (formati cioè da 4 verticilli: calice – corolla – androceo – gineceo) e pentameri (calice e corolla formati da 5 elementi). Sono inoltre ermafroditi, più precisamente i fiori del raggio (quelli ligulati e zigomorfi) sono femminili e fertili; mentre quelli del disco centrale (tubulosi e actinomorfi) sono bisessuali e fertili.
- Formula fiorale:

*/x K {\displaystyle \infty }, [C (5), A (5)], G 2 (infero), achenio
- Calice: i sepali del calice sono ridotti ad una coroncina di squame.
- Corolla: nella parte inferiore i petali della corolla sono saldati insieme e formano un tubo. In particolare le corolle dei fiori del disco centrale (tubulosi) terminano con delle fauci dilatate a raggiera con cinque lobi. I lobi possono avere una forma da deltoide a triangolare-ovata (lunghezza del tubo: 1 – 4 mm; lunghezza della ligula: 4 – 16 mm). Nella corolla dei fiori periferici (ligulati) il tubo si trasforma in un prolungamento da nastriforme o ligulato a filiforme o allargato, terminante più o meno con cinque dentelli. Il colore delle corolle è giallo, arancio e rosso.
- Androceo: gli stami sono 5 con dei filamenti liberi. La parte basale del collare dei filamenti può essere dilatata. Le antere invece sono saldate fra di loro e formano un manicotto che circonda lo stilo. Le antere sono senza coda ("ecaudate"); a volte sono presenti delle appendici apicali che possono avere varie forme (principalmente lanceolate). La struttura delle antere è di tipo tetrasporangiato, raramente sono bisporangiate. Il tessuto endoteciale è radiale o polarizzato. Il polline è tricolporato (tipo "helianthoid").[11]
- Gineceo: lo stilo è biforcato con due stigmi nella parte apicale. Gli stigmi sono troncati; i peli sono di tipo penicillato. Le superfici stigmatiche sono separate.  L'ovario è infero uniloculare formato da 2 carpelli.

Frutti. I frutti sono degli acheni con pappo. La forma degli acheni è ellittico-oblunga; la superficie è percorsa da 5 - 10 coste longitudinali e può essere glabra o talvolta pubescente. Possono essere presenti delle ali o degli ispessimenti marginali. Non sempre il carpoforo è distinguibile. Il pappo, caduco, è formato da più o meno 60 setole snelle, bianche e barbate.

## Biologia
Impollinazione: l'impollinazione avviene tramite insetti (impollinazione entomogama tramite farfalle diurne e notturne).
Riproduzione: la fecondazione avviene fondamentalmente tramite l'impollinazione dei fiori (vedi sopra).
Dispersione: i semi (gli acheni) cadendo a terra sono successivamente dispersi soprattutto da insetti tipo formiche (disseminazione mirmecoria). In questo tipo di piante avviene anche un altro tipo di dispersione: zoocoria. Infatti gli uncini delle brattee dell'involucro (se presenti) si agganciano ai peli degli animali di passaggio disperdendo così anche su lunghe distanze i semi della pianta. Inoltre per merito del pappo il vento può trasportare i semi anche a distanza di alcuni chilometri (disseminazione anemocora).

## Distribuzione e habitat
Le specie di questo genere sono distribuite in Nord America e Siberia orientale (regioni subtropicali, temperate e artiche).

## Tassonomia
La famiglia di appartenenza di questa voce (Asteraceae o Compositae, nomen conservandum) probabilmente originaria del Sud America, è la più numerosa del mondo vegetale, comprende oltre 23.000 specie distribuite su 1.535 generi, oppure 22.750 specie e 1.530 generi secondo altre fonti (una delle checklist più aggiornata elenca fino a 1.679 generi). La famiglia attualmente (2021) è divisa in 16 sottofamiglie; la sottofamiglia Asteroideae è una di queste e rappresenta l'evoluzione più recente di tutta la famiglia.

### Filogenesi
Il genere di questa voce appartiene alla sottotribù Senecioninae della tribù Senecioneae (una delle 21 tribù della sottofamiglia Asteroideae). In base ai dati filogenetici la sottotribù, all'interno della tribù, occupa il "core" della tribù e insieme alla sottotribù Othonninae forma un "gruppo fratello".
I seguenti caratteri sono indicativi per la sottotribù:
- il portamento è molto vario (erbe, arbusti, liane, epifite, alberelli o alberi);
- le foglie sono sia basali che cauline disposte in modo alternato;
- sono presenti capolini sia radiati, disciformi o discoidi;
- le antere sono tetrasporangiate, raramente bisporangiate.

La struttura della sottotribù è molto complessa e articolata (è la più numerosa della tribù con oltre 1.200 specie distribuite su un centinaio di generi) e al suo interno sono raccolti molti sottogruppi caratteristici le cui analisi sono ancora da completare. In base alle ultime analisi filogenetiche molecolari il genere di questa voce fa parte di un gruppo formato dai seguenti generi: Cineraria, Emilia, Pericallis e Packera (questi due ultimi generi formano un "gruppo fratello"). All'interno di questo clade, come "gruppo fratello" al genere Cineraria si trova un "subclade sudafricano" ben supportato formato dai generi Bertilia, Bolandia, Stilpnogyne e Mesogramma. Tutti questi generi sono più o meno di origine africana (a parte Packera). Il cladogramma seguente mostra una possibile configurazione filogenetica di questo gruppo di generi (altre analisi producono in alternativa degli alberi filogenetici politomici).
|  | Cineraria            |
|  |                      |
|  | subclade sudafricano |
|  |                      |

|  | Emilia                                                 |
|  |                                                        |
|  | \| \| Pericallis \| \| \| \| \| \| Packera \| \| \| \| |
|  |                                                        |
|  | Pericallis                                             |
|  |                                                        |
|  | Packera                                                |
|  |                                                        |

|  | Pericallis |
|  |            |
|  | Packera    |
|  |            |

|  | Cineraria            |
|  |                      |
|  | subclade sudafricano |
|  |                      |

|  | Emilia                                                 |
|  |                                                        |
|  | \| \| Pericallis \| \| \| \| \| \| Packera \| \| \| \| |
|  |                                                        |
|  | Pericallis                                             |
|  |                                                        |
|  | Packera                                                |
|  |                                                        |

|  | Pericallis |
|  |            |
|  | Packera    |
|  |            |

Il genere Packera solo recentemente è stato segregato dal grande genere polifiletico Senecio. Tradizionalmente le specie di questa voce erano denominate "aureoid senecios" e sono state riconosciute, come gruppo informale, per la prima volta, dal botanico americano Asa Gray. La circoscrizione di Packera è stata realizzata comprendendo studi molecolari, morfologici e analisi palinologiche.
I caratteri distintivi per le specie del genere  Packera sono:
- la forma dell'involucro è simile a una coppa oppure sono campanulati;
- il tipo dei capolini è radiato o (raramente) discoide;
- il colore dei fiori è giallo, arancio o rosso;
- la forma di lobi esterni è deltoide-ovata.

Il numero cromosomico della specie è: 2n = 40 (dubbio), e da 44 a 138 (per lo più 44 e 46).